# 穆科諾區
穆科諾區是非洲中部國家烏干達的111個區之一，由中部區負責管轄，首府是穆科諾，海拔高度1,200米，距離首都坎帕拉27公里，非洲最大湖泊維多利亞湖是該區的熱門旅遊景點，2010年人口估計為583,600。

## 外部連結
- Mukono Town website
- Mukono District Homepage （页面存档备份，存于）
- Google Map of Mukono District （页面存档备份，存于）

00°20′N 32°45′E / 0.333°N 32.750°E